# Tarenna wrayi
Tarenna wrayi är en måreväxtart som först beskrevs av George King, och fick sitt nu gällande namn av Henry Nicholas Ridley. Tarenna wrayi ingår i släktet Tarenna och familjen måreväxter. Inga underarter finns listade i Catalogue of Life.